# Recoil (hudební skupina)
Recoil je hudební projekt vedený anglickým muzikantem a bývalým členem Depeche Mode Alanam Wilderem. V zásadě sólo podnik, Recoil začal v době, kdy byl Wilder stále členem Depeche Mode, jako prostor pro jeho experimentální, méně popové kompozice. Když oznámil svůj odchod z kapely v roce 1995, Recoil se stal hlavním Wilderovým hudebním podnikem.

## 80. léta 20. století
Recoil začal roku 1986, když Daniel Miller (hudební producent a zakladatel Mute Records) slyšel Wilderovy demo nahrávky, které se velmi lišily od produkce Depeche Mode, ačkoli stejně jako Depeche Mode používaly syntezátory a samplování. První album bylo nazváno 1 + 2 a vyšlo v polovině roku 1986, krátce po vydání alba Black Celebration od Depeche Mode. Album obsahuje řadu samplů, hlavně Depeche Mode, ale i jiné, např. Kraftwerk.
V lednu 1988, uprostřed turné Depeche Mode "Tour for the Masses", vyšlo druhé album Recoilu: Hydrology. Stejně jako předchozí album i toto bylo čistě instrumentální. Ve stejném roce pak obě dvě první alba (původně EP) vycházejí společně na jednom CD jako Hydrology plus 1 + 2.

## 90. léta 20. století
Roku 1992 vyšlo album Bloodline. Tentokrát už se ve většině skladeb zpívá. Různé skladby zpívají různí zpěváci a zpěvačky, a tak to zůstane i u dalších alb. Vychází také první singl: coververze "Faith Healer" původně od Alexe Harveyho. Zpívá v něm Douglas McCarthy z kapely Nitzer Ebb. Dalšími zpěváky na albu jsou Toni Halliday a Moby.
Roku 1995 odešel Wilder z Depeche Mode.
Roku 1997 vyšlo album Unsound Methods. Zpívají Douglas McCarthy, Siobhan Lynch, Maggie Estep a Hildia Cambell.

## Od roku 2000 do současnosti
Roku 2000 vyšlo páté album: Liquid. Objevuje se na něm motiv pádu letadla po tom, co Wilder viděl pád letadla pár metrů od něj, když jel autem. Album je též charakteristické tím, že se na něm často spíše mluví než zpívá. Vokalisty jsou Diamanda Galás, Nicole Blackman, Samantha Coerbell, Rosa Torras a gospeloví Golden Gate Jubilee Quartet.
Roku 2007 vyšlo album subHuman. Zpívají na něm Joe Richardson a Carla Trevaskis.
Roku 2010 vyšlo kompilační album Selected. Na prvním disku jsou skladby z alb a na druhém jejich remixy. Ve stejném roce se uskutečnilo i turné "Selected Events", kde Wildera doprovázel Paul Kendall a případně nějaký zpěvák. Jednou ze zastávek byla i Praha.

## Diskografie

### Studiová alba
- 1 + 2 (EP, 18 August 1986 / Stumm 31)
- Hydrology (EP, 25 January 1988 / Stumm 51)

1 + 2 a Hydrology vyšly na CD jako Hydrology plus 1 + 2 (1988).
- Bloodline (13 April 1992 / Stumm 94)
- Unsound Methods (27 October 1997 / Stumm 159)
- Liquid (6 March 2000 / Stumm 173)
- subHuman (9 July 2007 / Stumm 279)

### Kompilační alba
- Selected (19 April 2010)

### Singly
- "Faith Healer" (9 March 1992 / Mute 110) UK No. 60[1]
- "Drifting" (13 October 1997 / Mute 209)
- "Stalker / Missing Piece" (9 March 1998 / Mute 214)
- "Strange Hours" (3 April 2000 / Mute 232)
- "Jezebel" (21 August 2000 / Mute 233)
- "Prey" (25 June 2007 / iMute 372)[2]
- "Prey / Allelujah" (enhanced CD) (25 February 2008 / CDMute372)

### Blu-Ray
- A Strange Hour in Budapest (2012)

### Ostatní
- "Dum Dum Girl" – Spirit of Talk Talk (2012) by Various Artists
- "Inheritance" – Spirit of Talk Talk (2012) by Various Artists